# Jerzy Nel
Jerzy Nel, właściwie Jerzy Zyms (ur. 20 grudnia 1902 w Warszawie, zm. 12 grudnia 1956 tamże) – polski scenarzysta, autor oraz współautor tekstów znanych piosenek dwudziestolecia międzywojennego.  
Wraz z Emanuelem Schlechterem był współautorem piosenek do przedwojennych filmów muzycznych "Pieśniarz Warszawy" z 1934, Zabawa z 1934 i „Królowej Przedmieścia” z 1937 roku.
Po wybuchu II wojny światowej walczył w wojnie obronnej 1939 w SGO „Polesie” gen. Franciszka Kleeberga pod Kockiem. Po kapitulacji działał w podziemiu jako żołnierz Armii Krajowej, walczył w powstaniu warszawskim.
W 1947 powołał do życia teatr rewiowy „Wróbelek warszawski”. Był scenarzystą związanym z Polskim Radiem i Wytwórnią Filmów Rysunkowych w Bielsku-Białej.
Jego synem był Wojciech Zyms.